# Parc national Tsoumanska Pouchtcha
Le parc national Tsoumanska Pouchtcha (en ukrainien : Національний природний парк «Цуманська пуща») est un parc national situé dans l’oblast de Volhynie, au nord-ouest de l’Ukraine.

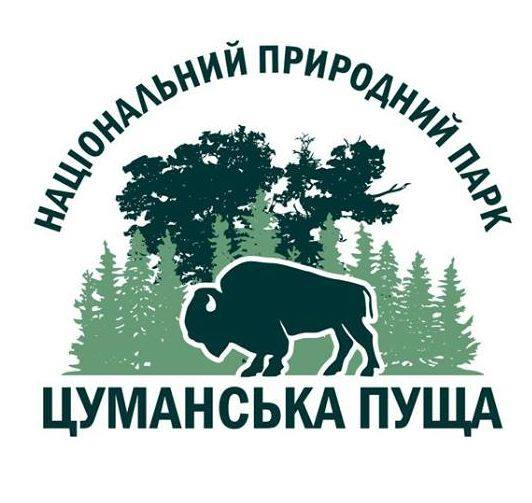
Logo du parc.

## Historique
Le parc a été créé par le décret présidentiel du 22 février 2010 pour protéger la forêt de Tsouman qui se situe entre les rivières de Styr et de Horyn.

## Usages
Un sentier touristique de quinze kilomètres permet de visiter le parc près de Kotiv. Il se trouve en limite des habitats du lynx, du bison d'Europe.

## Voir Aussi
- Liste des parcs nationaux de l'Ukraine.